# مجزرة عائلة البطش
مجزرة عائلة البطش ارتكبها الجيش الإسرائيلي خلال الحرب على غزة 2014 وذلك مساء يوم الأحد 12 يوليو 2014 وبالتزامن مع خروج المواطنين من صلاة التراويح من مسجد الحرمين في منطقة الشعف حيث قصفت الطائرات الإسرائيلية منزل المواطن ماجد البطش بصاروخين على الأقل  وهو عامل في مدرسة الأرقم في غزة، وأدى إلى مقتل 18 مدني فلسطيني.
جاءت المجزرة الإسرائيلية عقب قصف كتائب القسام مدينة تل أبيب بعشرة صواريخ جي 80، بعد أن أعلنت مسبقاً أنها ستقصف المدينة في الساعة التاسعة مساءً السبت ما أثار حالة ارتباك وهلع في المدينة.

## قتلى المجزرة
جميع قتلى المجزرة من عائلة البطش حيث يقع منزل المواطن ماجد البطش بجانب مسجد الحرمين وتقع حول منازل من نفس عائلتة أي البطش وقد أدى القصف إلى دمار هائل في عدد من منازل السكان، وبعد قصف المنزل نقلت سيارات الإسعاف جثامين القتلى والجرحى إلى مجمع الشفاء الطبي والقتلى هم:
| 1. ناهض نعيم البطش 2. أحمد نعمان البطش 3. بهاء ماجد البطش 4. قصي عصام البطش 5. عزيزة يوسف البطش 6. محمد عصام البطش 7. يحيى علاء البطش 8. جلال ماجد البطش 9. محمود ماجد البطش | 1. مروة ماجد البطش 2. ماجد صبحي البطش 3. خالد ماجد البطش 4. إبراهيم ماجد البطش 5. منار ماجد البطش 6. أمال حسن البطش 7. أنس علاء البطش 8. زكريا علاء البطش |